# Gouy-sous-Bellonne

Gouy-sous-Bellonne este o comună în departamentul Pas-de-Calais, Franța. În 1 ianuarie 2022 avea o populație de 1.394 de locuitori.